# Makaó (kártyajáték)
A makaó egy taktikai lapfogyasztó kártyajáték, melyben 3-6 játékos vehet részt.
Játszható 32 lapos magyar kártyával vagy 52 lapos francia kártyával is. 5-6 játékos részvételénél célszerű két csomag magyar kártyát (64 lap) összekeverni.

## Makaó magyar kártyával
Az a játékos nyer, akinek leghamarabb elfogynak a lapjai. 5 lapot kap mindenki kezdésnek. Egy lapot felfordítunk a pakli tetejéről, az lesz a kezdő lap. Mindig az osztó után következő játékos kezdi meg a játékot. Színre színt és számra/figurára számot/figurát lehet csak rakni.
Több lapot is le lehet tenni egyszerre. Viszont egyszerre csak egyforma számú/figurájú lapokat lehet letenni, egyforma színű lapokat nem. Például: ha a talon tetején egy piros Király van, és van nálunk például 3 darab 10-es, akkor rátehetjük az összeset, ha van belőle piros. Viszont akkor a piros 10-esnek kell majd alul lennie lerakáskor. Ha két lapot teszünk le egyszerre, akkor fel kell húznunk egy lapot a pakliból. Ha egyet, vagy több, mint 2 lapot rakunk le, akkor nem kell felhúznunk lapot.
Felsővel színt lehet kérni, amit meg lehet kontrázni, ha van a másik félnél is felső.
Alsóval számot/figurát lehet kérni, amit ugyanúgy meg lehet kontrázni egy másik alsóval.
Ásszal kimarad a soron következő játékos és az utána lévő játékos jön. (Lehet olyan szabály szerint is játszani, hogy ezt is meg lehet kontrázni: aki kimaradna, és van nála ász az lerakhatja az ászát, és ezzel az utána következő marad ki, ha nincs ásza.)
Ha valaki 7-est rak, akkor a soron következő játékosnak 2 lapot kell felhúznia a pakliból, kivéve, ha van neki is hetese, mert így rákontrázhat és így a következő játékosnak kell immár 4 lapot húznia, és így tovább, amíg van hetes.
Ha nincs a játékosnál megfelelő szín vagy szám, akkor a pakliból kell húznia egy lapot. Laplerakás helyett bármikor húzhat a játékos a pakliból egy lapot. Ha a pakli elfogyna, akkor újra kell keverni a már letett lapokat, kivéve a legfelső lapot.
Az utolsó előtti lap lerakásánál (ha egy darab lap marad a kezében) a játékosnak „makaó”-t kell mondania, hogy felhívja a többiek figyelmét. Ha lerakta az utolsó lapot "fáraó"-t kell mondania (a fáraó különféle szabályban alkalmazandó). Aki ezek közül csak az egyiket is elmulasztja, 5 kártyát köteles húzni a pakliból. Ha a játékos feleslegesen mondja a „fáraó”-t, vagy a „makaó”-t szintúgy fel kell húznia 5 kártyát.
Más szabályok szerint a kilencessel lehet számot/figurát kérni az alsók helyett. A makk alsó három lap felhúzására kötelezi a következő játékost. Ha valaki a makk hetest teszi le, akkor mi rákontrázhatunk a makk alsóval. Máshogy nem lehet rákontrázni.

## Makaó francia kártyával
A játék menete mindenben megegyezik a fentebb leírtakkal, de itt még több lap kap különleges szerepet. Ezek lerakásakor az alábbiak szerint kell tovább játszani: ászra színt lehet kérni (kőr, pikk stb.), királyra számot/figurát, (hetest, dámát stb.). A kérőlapok ásszal és királlyal semlegesíthetők, illetve az újabb ász vagy király lerakója kérhet tetszése szerinti színt vagy figurát. Kettes lerakásakor a következő játékosnak 2 lapot kell húzni a talonból. Ha tud kettest adni, a mögötte ülőnek már négy kártyát kell felvenni, ha nincs kettese. Hármas lerakásakor a következő játékos kimarad, négyesre pedig megfordul a haladási irány.

### Egyéb szabályok
Más szabályok lehetnek (megegyezés szerint): hármasra három lapot kell felvenni, ötös után kimarad a következő játékos, hatosra minden játékos átadja lapjait a soron következőnek és így folytatódik a játék.